# Узбекистан на зимних Олимпийских играх 2002
Узбекистан принимал участие в Зимних Олимпийских играх 2002 года в Солт-Лейк-Сити (США) в третий раз за свою историю, но не завоевал ни одной медали. Сборную страны представляли 6 спортсменов, в том числе 3 женщины. Узбекские спортсмены выступили в фигурном катании и в горнолыжном спорте. Знаменосцем сборной второй раз подряд стал горнолыжник Камиль Урунбаев.

## Результаты

### Горнолыжный спорт
Мужчины
| Спортсмен       | Дисциплина | 1-й спуск | 2-й спуск | Сумма | Сумма |
| Спортсмен       | Дисциплина | Время     | Время     | Время | Место |
| --------------- | ---------- | --------- | --------- | ----- | ----- |
| Камиль Урунбаев | Слалом     | 1:04.09   | DNF       | DNF   | —;    |

Женщины
| Спортсменка       | Дисциплина | 1-й спуск | 2-й спуск | Сумма   | Сумма |
| Спортсменка       | Дисциплина | Время     | Время     | Время   | Место |
| ----------------- | ---------- | --------- | --------- | ------- | ----- |
| Эльмира Урумбаева | Слалом     | 1:14.51   | 1:10.39   | 2:24.90 | 38    |

### Фигурное катание
| Спортсмен                           | Дисциплина | Короткая программа | Произвольная программа | Баллы | Место |
| ----------------------------------- | ---------- | ------------------ | ---------------------- | ----- | ----- |
| Роман Скорняков                     | мужчины    | 20                 | 19                     | 29.0  | 19    |
| Татьяна Малинина                    | женщины    | 13                 | снялась с соревнований | —     | 24    |
| Наталья Пономарёва Евгений Свиридов | пары       | 18                 | 18                     | 27.0  | 18    |